# Erioptera (Mesocyphona) triangularis
Erioptera (Mesocyphona) triangularis is een tweevleugelige uit de familie steltmuggen (Limoniidae). De soort komt voor in het Neotropisch gebied.